# Polonca Juvan
Polonca Juvan (rojena Apolonija Oražem), slovenska gledališka igralka, * 6. februar 1884, Mengeš, † 28. januar 1952, Ljubljana.
Rodila se je očetu Jožefu Oražmu in materi Mariji (rojena Korbar). Leta 1918 je postala članica ansambla ljubljanske Drame, kjer je ostala vse do upokojitve leta 1947. Odigrala je več naslovnih vlog ženskih likov v Cankarjevih dramah.
V Šentjakobsko gledališče Ljubljana je v letih 1938 do 1940 uspešno režirala tri predstave, Vdovo Rošlinko, Pepelko ali Stekleni čeveljček in veseloigro Košček sreče.
Njena hči je bila igralka Vida Juvan.